# Sporotrichum bombycinum
Sporotrichum bombycinum är en svampart som först beskrevs av August Karl Joseph Corda, och fick sitt nu gällande namn av Gottlob Ludwig Rabenhorst 1844. Sporotrichum bombycinum ingår i släktet Sporotrichum och familjen Fomitopsidaceae.   Inga underarter finns listade i Catalogue of Life.